# Ԍ
Sié komi ou sjé komi (capitale Ԍ, minuscule ԍ) est une lettre de l’alphabet cyrillique. Elle était utilisée dans l’écriture du komi d’environ 1919 à 1940 comme les lettres jé cramponné ‹ Җ җ ›, dé komi ‹ Ԁ ԁ ›, dié komi ‹ Ԃ ԃ ›, zié komi ‹ Ԅ ԅ ›, dzié komi ‹ Ԇ ԇ ›, lié komi ‹ Ԉ ԉ ›, nié komi ‹ Ԋ ԋ ›, tié komi ‹ Ԏ ԏ ›.

## Représentations informatiques
Le sié komi peut être représenté avec les caractères Unicode suivants :
| formes    | représentations | chaînes de caractères | points de code | descriptions                          |
| --------- | --------------- | --------------------- | -------------- | ------------------------------------- |
| capitale  | Ԍ               | Ԍ                     | U+050C         | lettre majuscule cyrillique komie sié |
| minuscule | ԍ               | ԍ                     | U+050D         | lettre minuscule cyrillique komie sié |